# Шмульян, Андрей Петрович
Андрей Петрович Шмульян (4 [16] ноября 1896, Евпатория, Таврическая губерния — 1975, Ленинград) — русский советский прозаик, поэт и переводчик.

## Биография
Андрей (Адольф) Шмульян родился в еврейской купеческой семье. Отец, Пётр Хаимович Шмульян, был потомственным почётным гражданином, происходил из ростовских мещан; мать — Добе-Ита Шмульян. 
Окончил гимназию Б. Г. Ягдфельда в Петрограде (1914). После службы в армии прошёл ускоренный курс в Казанском военном училище (1917). В 1918—1919 годах служил в Карельском комиссариате просвещения. В 1923 году — секретарь редакции журнала «Арт-экран». В 1923 году окончил Петроградский университет. В 1924—1926 годах работал в русском отделении Государственной библиотеки СССР имени В. И. Ленина (уволился 7 февраля 1926 года). 
В 1928 году совместно с Семёном Полоцким опубликовал сатирический роман «Чёрт в Совете Непорочных». В 1930-е годы занялся поэтическим переводом: английские народные баллады, стихи Овидия, Джорджа Гордона Байрона, Роберта Льюиса Стивенсона, Роберта Саути, Томаса Мура, Джона Китса (вступление к поэме «Эндимион», ода «К осени»), Перси Биши Шелли, Генри Лонгфелло, Ганса Сакса, Джона Линдгейта, Томаса Гуда, Сэмюэля Вудворта, которые публиковались в журналах «Звезда»,  «Чиж», «Ленинград», «Литературный современник». Писал научно-фантастическую прозу, стихи для детей, тексты песен. Широкой известностью пользовалась песня А. П. Шмульяна «Дружба» (Когда простым и нежным взором...) на музыку Поля Марселя (настоящая фамилия Иоселевич, 1908—1973) в исполнении Вадима Козина (первая запись датируется 1937 годом); впоследствии входила в репертуар Клавдии Шульженко. Автор эстрадной поэмы «Сердце друга». 
Написал несколько книг для детей и юношества совместно с инженером В. В. Домбровским. По воспоминаниям В. А. Козина, Андрей Шмульян выступал также в роли конферансье.

## Книги
- С. Полоцкий, А. Шмульян. Чорт в Совете непорочных. Роман-сатира. М.: Земля и фабрика, 1928. — 128 с.
- А. П. Шмульян. К отчётной кампании ленинградского совета XII созыва: материалы для художественных выступлений. Л., 1930.
- И. Бродский, А. Шмульян. Всё в порядке: политическая буффонада. Догнать и перегнать: серия репертуарных сборников для города. Выпуск 2. М.—Л.: Госиздат, 1931. — С. 55—69.
- В. Домбровский, А. Шмульян. Способный секретарь Архивная копия от 12 апреля 2015 на Wayback Machine. В ежегодном сборнике фантастических и приключенческих повестей и рассказов «Мир приключений». М.: Детская литература, 1959. — С. 289—297.
- В. В. Домбровский, А. П. Шмульян. Победа Прометея: рассказы об электричестве. Л.: Детская литература, Ленинградское отделение, 1966. —— 158 с.
- В. В. Домбровский, А. П. Шмульян. Жизнь Франклина (биографическая повесть). Л.: Детская литература, Ленинградское отделение, 1973. — 175 с.